# Algeriets damlandslag i volleyboll
Algeriets damlandslag i volleyboll är ett av de bättre landslagen i Afrika med ett vunnet afrikanskt mästerskap och  tre vunna afrikanska spel. De har deltagit i  VM en gång (2010) och OS två gånger (2008 och 2012).